# Charles Pous
Charles Pous, né le 7 février 1949 à Lyon et mort le 29 juillet 2015 à Chambéry, est un joueur français de hockey sur gazon.

## Carrière
Il fut licencié au FC Lyon ou il participa à l'obtention du premier titre de champion du club en 1968.
En équipe nationale (68 sélections), il a participé deux fois aux Jeux olympiques :
- Jeux olympiques d'été à Mexico en 1968 (10e) ;
- Jeux olympiques d'été à Munich en 1972 (12e).